# Trabulsiella guamensis
Espèce
Trabulsiella guamensis est une espèce de bactéries de la famille des Enterobacteriaceae ressemblant phénotypiquement aux Salmonella enterica.

## Historique
Les bactéries de l'espèce Trabulsiella guamensis sont issues d'un groupe bactérien du nom vernaculaire de « groupe entérique 90 ». En 1985, des bactéries de ce groupe sont identifiées comme de probables Salmonella par les caractéristiques des tests biochimiques similaires à celles des Salmonella des groupes 4 et 5 mais elles ne réagissent pas aux antisérum de typage spécifiques de ce genre. Six souches sur huit ont été isolées de prélèvements provenant de l'île de Guam (dont quatre de la bibliothèque Flores Memorial Libaray du village d'Agana). Les deux dernières souches proviennent de New York et d'Allemagne.

## Description
Les bactéries de l'espèce Trabulsiella guamensis sont des bacilles Gram négatifs. Elles sont mobiles. Elles peuvent croître à 36 °C et sur milieu KCN. Ces bactéries sont non pigmentées, oxydase négatives et capables de fermentation. Elles fermentent particulièrement le D-glucose avec production de gaz et aussi le L-arabinose, la cellobiose, le D-galactose, le D-galacturonate, le maltose, le D-mannitol, le D-mannose, le L-rhamnose, le D-sorbitol, le tréhalose, et le D-xylose. Elles ne produisent pas d'acide à partir d'adonitol, de D-arabitol, de dulcitol, d'érythritol, de myo-inositol, de mélibiose, d'α-méthyl-D-glucoside, de raffinose, et de sucrose,.
Ces bactéries partagent les caractéristiques générales des autres membres de la famille des Enterobacteriaceae. Les tests du rouge de méthyl et d'utilisation du citrate sont positifs. Les réactions sont positives aussi pour les tests de la Lysine décarboxylase, de l'arginine dihydrolase, de l'ornithine décarboxylase. Elles réduisent le nitrate en nitrite et hydrolyser faiblement la tyrosine. Elles sont positives aussi pour le tests de l'ONPG. Elles peuvent liquéfier la gélatine et l'esculine mais dans une réaction très lente. Elles ont une réaction négative aux tests de Voges-Proskauer et à l'hydrolyse de l'urée. Elles sont négatives aussi pour les tests Phénylalanine désaminase, lipase, DNase et de l'utilisation de malonate. Les premières souches identifiées sont indoles négatives. Les T. guamensis sont aussi capables de produire des protéases capables de dégrader des détergents industriels.

### Antibiorésistance
Les T. guamensis sont sensibles à la colistine, à l'acide nalidixique, la gentamicine, la streptomycine, la kanamycine, au chloramphénicol, et au sulfaméthoxazole. Par contre, elles sont résistantes aux antibiotiques suivants : penicilline, céphalothine et à l'ampicilline.

### Production d'hydrogène
Dans le cadre de la recherche de production d'hydrogène comme alternative aux carburants fossiles, le complexe FHL-2 (Formate hydrogenlyase 2) de cette espèce a été le premier complexe FHL-2 bactérien caractérisé.

## Taxonomie
Le nom correct complet (avec auteur) de ce taxon est Trabulsiella guamensis McWhorter et al. 1992. Le nom de cette espèce a été validé par l'ICSP et publié la même année que sa description. La souche type de cette espèce est la souche CDC0370-85 déposée à l'ATCC sous le numéro ATCC49490.

### Étymologie
L'étymologie de cette espèce est la suivante : guam.en’sis. N.L. masc./fem. adj. guamensis, appartenant à Guam, l'île la plus large du groupe d'île de Micronésie dans l'Océan Pacifique où la première souche a été isolée,.

### Phylogénie
Les hybridations ADN-ADN totales entre les bactéries de ce groupe ont permis de confirmer qu'elles appartiennent à une même espèce. Les hybridations entre ces bactéries et des souches de références d'espèces connues parmi les Enterobacteriaceae ont révélé que les bactéries du groupe entérique 90 forment une nouvelle espèce et un nouveau genre bactérien. Les genres bactériens les plus proches par cette technique d'hybridation d'ADN total sont les genres Salmonella (41 %), Kluyvera (39 %), Shigella (38 %), Klebsiella, Enterobacter, et Citrobacter.
Les souches isolées de Guam et des États-Unis se différencient de celles isolées en Malaisie et en Allemagne par l'absence de production d'indoles chez les souches américaines.
En 2007, l'espèce T. odontotermitis est caractérisée comme l'espèce la plus proche de T. guamensis avec près de 48 % d'hybridation ADN-ADN totale et 98,1 % de similarité entre les séquences de l'ARNr 16S des deux espèces. Les études phylogénétiques basées sur le génome complet placent cette espèce ainsi que son genre dans la nouvelle délimitation de la famille des Enterobacteriaceae.

## Pathogénicité
Bien que présentant des caractéristiques biochimiques proches des Salmonella et notamment Salmonella enterica, les T. guamensis ont parfois été isolées de selles humaines mais sans liens avec une diarrhée ou un état fébrile,. Des souches de cette espèce ont été isolées de prélèvements environnementaux, de selles, de nourritures et de vésicules biliaires de porcs.